# Свети Безсребреници (Враняк)
„Свети Безсребреници Козма и Дамян“ е православна църква във врачанското село Враняк, част от Врачанската епархия на Българската православна църква.

## История
Църквата е построена през 1890 година. Стенописите и иконте в нея са изписани от дебърския майстор Велко Илиев.